# Монеты Федеративных Штатов Микронезии
Монеты Микронезии — фантастические, возможно, пробные и, возможно, коллекционные монеты Федеративных Штатов Микронезии.
Официальной денежной единицей Микронезии является доллар США, законным средством платежа — монеты США и банкноты Федеральной резервной системы. Однако встречаются монеты и банкноты, которые приписываются правительству Федеративных Штатов Микронезии. При этом на сайте самого правительства какая-либо информация о выпуске денежных знаков отсутствует.
Чаще всего встречается набор монетовидных жетонов 2012 года чеканки с изображением преимущественно морских обитателей Каролинских островов, на которых расположена Микронезия, и с обозначением номинала от одного цента до пяти долларов. Аверс всех монет данной серии содержит надпись «TRIAL» («пробная монета»), однако, по некоторым данным, тираж их наборов составил 10 000 экземпляров, что не характерно для пробных монет, обычно изготавливаемых в единичных экземплярах и редко попадающих в руки коллекционеров.
Правительству Микронезии также приписывается серия «Президенты США» (англ. The Presidents of the USA) 2004 года чеканки. Она упоминаются в 6-м издании каталога Unusual World Coins, выпущенном в 2011 году издательством Krause Publications. В данный каталог включались неофициальные выпуски монет, однако в отличие от большинства других монетовидных жетонов, попавших в издание, в случае с данной серией указано, что это не фантастические (англ. fantasy coinage), а коллекционные монеты (англ. collector coinage).